# 冰十五
冰十五（Ice XV）是冰的一种结晶相，为冰六的质子有序形式。它是通过在1吉帕（9820 个标准大气压）下将掺盐酸的水冷却到130 K左右所形成。
2009 年 6 月 14 日，牛津大学的克里斯托夫·萨尔兹曼及其同事宣布他们制作出了冰十五，并说它的特性与预测的有很大不同。特别是冰十五是反铁电性的，而不是像预测的那样是有铁电性的 。